# Perkutan endoskopisk gastrostomi

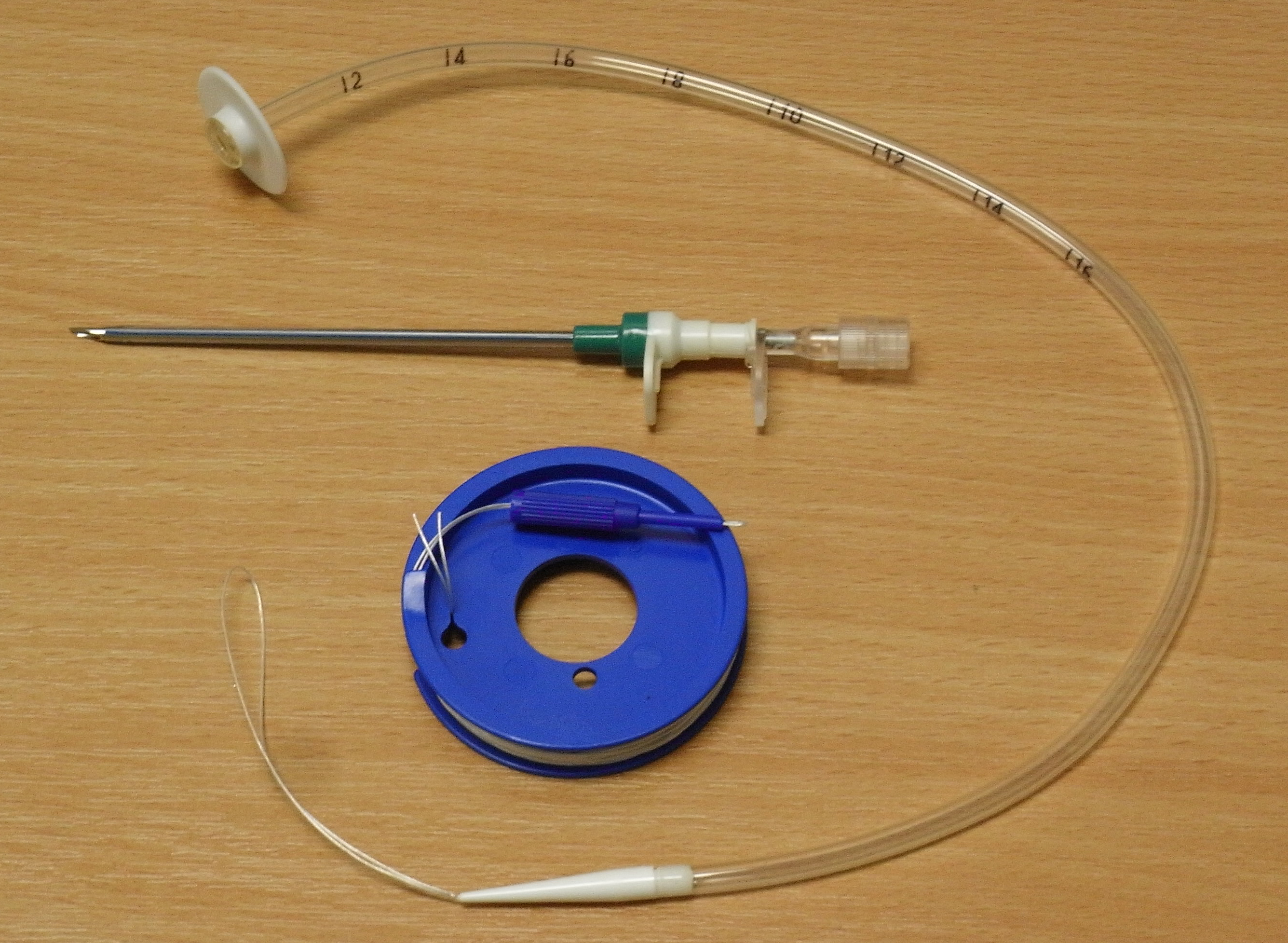
PEG-set.

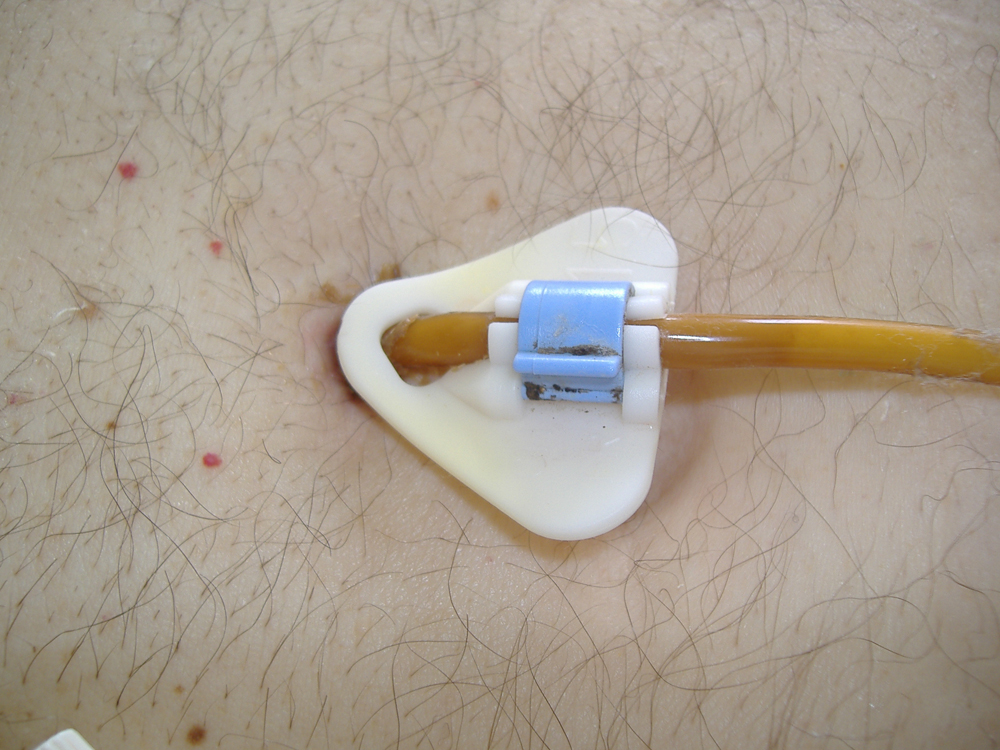
Utsidan av en anlagd PEG.

PEG (perkutan endoskopisk gastrostomi) eller gastrostomikateter är ett medicinskt hjälpmedel och en form av sondmatning, som innefattar att en sond går genom bukväggen till magsäcken eller tarmen. När sondmatning är aktuellt väljs i första hand nasogastrisk sond (från näsan till magsäcken), men vid längre tids behandling kan PEG bli aktuell för att patienten ska slippa det obehag som en sond genom näsa/matstrupe är förknippad med. PEG kan bli aktuellt vid tugg- och sväljsvårigheter (dysfagi), obstruktion (blockering) i matstrupen, när det föreligger risk att få mat eller vätska i luftstrupen (aspiration) eller vid esofagusperforation (hål i matstrupen). PEG kan även användas för att dränera magsäcken, i syfte att avlasta magen till exempel vid blockage på grund av tumör i mag- och tarmkanalen.
Det finns flera sätt att anlägga en PEG på. Det kallas för PEG när sonden anlagts med gastroskop, och Witzelfistel (WF) när den anlagts via bukoperation (laparotomi eller laparoskopi). "Pull-PEG" läggs in genom att magsäcken fylls med luft, ett gastroskop (en kamera) förs ned i magsäcken som hjälper kirurgen eller endoskopisten att välja placering för PEG:en. När platsen för PEG:en är vald görs ett litet snitt i buken och med hjälp av en nål förs en ledare in i magsäcken. Ledaren används sedan för att dra ned PEG:en på plats. PEG:en hålls på plats antingen genom stopplatta eller en liten vätskefylld ballong inne i magen. Det finns även en yttre platta som förhindrar att hela katetern åker in i magen. PEG-katetrar mynnar vanligen ut i magsäcken, men kan i vissa fall kan även en jejunostomikateter anläggas via en PEG. I dessa fall mynnar då katetern ut i tomtarmen (jejunum; en del av tunntarmen). Efter sex veckor eller mer kan PEG:en bytas ut mot en gastrostomiknapp, även kallad knappsond eller gastrostomiport. Dessa är lättare att hantera än PEG-sonder vid långtidsbruk.
Den första lyckade öppna gastrostomioperationen utfördes 1876 av Verneuib i Paris. Under ett sekel var bukkirurgi den enda metoden för att utföra en gastrostomi. 1979 utförde amerikanerna Gauderer och Ponsky den första perkutana endoskopiska gastrostomin (PEG).

## Komplikationer
Om PEG:en är fixerad med stopplatta kan stopplattan, om den sitter för hårt, orsaka trycksår. Sitter den däremot för löst kan PEG:en läcka eller så kan katetern glida ned i tolvfingertarmen. Andra orsaker till onormalt läckage kan vara hål i katetern eller att katetern blivit för kort om patienten gått upp i vikt. Mindre läckage är dock vanligt även om PEG:en är fixerad på ett korrekt sätt. Den vanligaste komplikationen är hudirritation och/eller hudinfektion, som kan ske även om PEG:en inte sitter för hårt. Andra komplikationer är smärta (som kan bero på infektion eller att katetern ligger fel) och luxering (att katetern glider ut). Om en ny kateter inte sätts in snabbt nog efter luxering kan hålet dra ihop sig på några timmar. Om hålet drar ihop sig kan ny operaton bli aktuell. Ibland kan det även bli stopp eller tröghet i katetern, vilket oftast kan lösas genom att katetern spolas med sterilt vatten eller koksaltlösning. Om stoppet/trögheten inte kan lösas med spolning kan kateterbyte bli aktuellt.
Mellan 8 och 28 procent av de som får en PEG avlider inom 30 dagar, oftast i sin grundsjukdom men i vissa fall finns samband till PEG-inläggningen.